# أكاديمية بطلي: بطلان
أكاديمية بطلي: بطلان (باليابانية: 僕のヒーローアカデミア THE MOVIE ～２人の英雄～، بالروماجي: Boku no Hīrō Akademia Za Mūbī: Futari no Hīrō) هو فيلم أنمي يابانية من إخراج كينجي ناغاساكي ومن إنتاج استوديو بونز. قصة الفيلم أصلية ومقتبسة من مانغا أكاديمية بطلي من تأليف كوهي هوريكوشي. عرض الفيلم في لوس أنجلوس في5 يوليو عام 2018. وعرض في اليابان في 3 اغسطس عام 2018.

## القصة
تدور أحداث القصة في الماضي عندما كان أولمايد شابًا أثناء كونه طالب تبادل في كاليفورنيا، كان يتعامل مع مجموعة من الأشرار الذين سرقوا كازينو. ويساعده زميله وصديقه ديفيد شيلد، الذي أصبح في النهاية عالمًا ويعمل مع أولمايد لتصميم العديد من بدلاته.
في الوقت الحاضر يقبل أولمايد ميدوريا دعوة من ابنة ديفيد ميليسا لزيارة جزيرة آي، حيث يقاتلون الأشرار الذي يأخذون الجزيرة كرهينة.

## الأداء الصوتي
| الشخصية                        | الأداء الصوتي                                  |
| ------------------------------ | ---------------------------------------------- |
| إيزوكو ميدوريا / ديكو          | دايكي ياماشيتا                                 |
| أولمايد / توشينوري ياغي        | كينتا مياكي                                    |
| ميليسا شيلد                    | ميراي شيدا                                     |
| كاتسوكي باكوغو / ديناميت       | نوبوهيكو أوكاموتو                              |
| شوتو تودوروكي / شوتو           | يوكي كاجي                                      |
| أوتشاكو أوراكا / أوارفيتي      | أياني ساكورا                                   |
| تينيا إيدا / إينغينيوم         | كايتو إيشيكاوا                                 |
| إيجيرو كيريشيما / ريد رايوت    | توشيكي ماسودا                                  |
| مينورو مينيتا / غريب جيوس      | ريو هيروهاشي                                   |
| دينكي كاميناري / تشارجبولت     | تاسوكو هاتاناكا                                |
| مومو ياويوروزو / غريتي         | مارينا إينوي                                   |
| كيوكا جيرو / إيرفون جاك        | كي شيندو                                       |
| هانتا سيرو / سيلوفان           | كيوتاكا فوروشيما                               |
| ريكيدو ساتو / شوغرمان          | تورو نارا                                      |
| ميزو شوجي / تينتاكول           | ماساكازو نيشيدا                                |
| فوميكاغي توكويامي / تسوكويومي  | يوشيماسا هوسويا                                |
| مينا أشيدو / بينكي             | إيري كيتامورا                                  |
| تسويو آسوي / فروبي             | آوي يوكي                                       |
| تورو هاغاكوري / إينفيسيبل غيرل | كاوري نازوكا                                   |
| ولفرام                         | ريكيا كوياما                                   |
| سامويل ابراهام                 | ميتسورو أوغاتا                                 |
| أولفور وان                     | أكيو أوتسوكا                                   |
| مستر بلاستيك                   | كينسوكي ساتو                                   |
| إيليتوبلانت                    | كينجي هيراي                                    |
| كاو ليدي                       | تومومي كاوامورا                                |
| ديفيد شيلد                     | كاتسوهيسا ناماسي، ريوهيه كيمورا (أيام الطفولة) |

## وصلات خارجية
- الموقع الرسمي (باليابانية)
- أكاديمية بطلي: بطلان على موقع IMDb (الإنجليزية)
- أكاديمية بطلي: بطلان على موقع ميتاكريتيك (الإنجليزية)
- أكاديمية بطلي: بطلان على موقع روتن توميتوز (الإنجليزية)
- أكاديمية بطلي: بطلان على موقع أول موفي (الإنجليزية)
- أكاديمية بطلي: بطلان على موقع بوكس أوفيس موجو (الإنجليزية)
- أكاديمية بطلي: بطلان على موقع فيلمافينيتي (الإسبانية)
- أكاديمية بطلي: بطلان على موقع قاعدة بيانات الفيلم (الإنجليزية)
- أكاديمية بطلي: بطلان على موقع ليتربوكسد (الإنجليزية)
- أكاديمية بطلي: بطلان على موقع كينوبويسك (الروسية)
- أكاديمية بطلي: بطلان على موقع ANN anime (الإنجليزية)